# باريتشلا
باريتشلا (بالإيطالية: Baricella)‏ هي بلدية في مقاطعة بولونيا في إقليم إميليا رومانيا الإيطالي.

## السكان
في سنة 1861 بلغ عدد السكان 4٬713 نسمة، وتطور العدد ليصل في سنة 2011 لـ 6٬763 نسمة.
يظهر هذا المخطط البياني تطور النمو السكاني لـ باريتشلا